# 艾德爾懷爾德 (加利福尼亞州德爾諾特縣)
艾德爾懷爾德（英語：Idlewild）是位於美國加利福尼亞州德爾諾特縣的一個非建制地區。該地的面積和人口皆未知。

## 地理
艾德爾懷爾德的座標為41°53′54″N 123°46′19″W / 41.89833°N 123.77194°W，而該地的平均海拔高度為383米（即1257英尺）。